# ブロック郡 (アラバマ州)
ブロック郡（英: Bullock County）は、アメリカ合衆国アラバマ州の東部に位置する郡である。2010年国勢調査での人口は10,914人であり、2000年の11,714人から6.8%減少した。郡庁所在地はユニオンスプリングス市（人口3,980人）であり、同郡で人口最大の都市でもある。郡名はバーバー郡出身の大佐エドワード・C・ブロックに因んで名付けられた。ブロック大佐の子孫として著名映画女優のサンドラ・ブロックがいる。1867年、ユニオンスプリングスが郡庁所在地に選定された。2009年1月教育統計全国センターが発表した報告書では、ブロック郡の非識字率は34%で州内最大だった。

## 歴史
ブロック郡は1866年12月5日に設立された。郡域は1867年2月に修正された。

## 地理
アメリカ合衆国国勢調査局に拠れば、郡域全面積は626.06平方マイル (1,621.5 km2)であり、このうち陸地625.01平方マイル (1,618.8 km2)、水域は1.04平方マイル (2.7 km2)で水域率は0.17%である。ブロック郡は州の南東部、プレーリー地帯にある。チャネナギー山地が郡中央を走っている。

### 交通

#### 主要高規格道路
- アメリカ国道29号線
- アメリカ国道82号線
- アラバマ州道51号線
- アラバマ州道110号線

#### 空港
フランクリン飛行場は郡が所有し公共用途に供する空港であり、ユニオンスプリングス中心事業地区の西5海里 (9 km) にある。

### 隣接する郡
- メイコン郡 - 北
- ラッセル郡 - 北東
- バーバー郡 - 南東
- パイク郡 - 南西
- モンゴメリー郡 - 西

## 人口動態
以下は2000年の国勢調査による人口統計データである。
| 基礎データ - 人口: 11,714人 - 世帯数: 3,986 世帯 - 家族数: 2,730 家族 - 人口密度: 7人/km2（19人/mi2） - 住居数: 4,727軒 - 住居密度: 3軒/km2（8軒/mi2） 人種別人口構成 - 白人: 25.25% - アフリカン・アメリカン: 73.11% - ネイティブ・アメリカン: 0.38% - アジア人: 0.18% - 太平洋諸島系: 0.02% - その他の人種: 0.37% - 混血: 0.70% - ヒスパニック・ラテン系: 2.75% | 年齢別人口構成 - 18歳未満: 26.1% - 18-24歳: 10.3% - 25-44歳: 29.3% - 45-64歳: 21.2% - 65歳以上: 13.2% - 年齢の中央値: 35歳 - 性比（女性100人あたり男性の人口） - 総人口: 110.2 - 18歳以上: 113.4 世帯と家族（対世帯数） - 18歳未満の子供がいる: 33.5% - 結婚・同居している夫婦: 35.5% - 未婚・離婚・死別女性が世帯主: 28.2% - 非家族世帯: 31.5% - 単身世帯: 28.9% - 65歳以上の老人1人暮らし: 12.3% - 平均構成人数 - 世帯: 2.56人 - 家族: 3.13人 | 収入と家計 - 収入の中央値 - 世帯: 20,605米ドル - 家族: 23,990米ドル - 性別 - 男性: 22,560米ドル - 女性: 19,069米ドル - 人口1人あたり収入: 10,163米ドル - 貧困線以下 - 対人口: 33.5% - 対家族数: 29.8% - 18歳未満: 44.7% - 65歳以上: 29.1% |

## 都市と町
- ミッドウェイ
- ユニオンスプリングス - 郡庁所在地

### 未編入の町
- フィッツパトリック
- インバネス
- ピーロート
- スマットアイ
- トンプソン

## 州政府の機関
郡内未編入領域でアラバマ州矯正省がブロック矯正施設を運営している。

## 見どころ
郡内にはマッカスラン・ガーナー邸やボーナス・フォスター・チャップマン邸など歴史ある家屋数軒がある。